# آنتی‌ژن کارسینوامبریونیک
آنتی‌ژن کارسینوامبریونیک (به انگلیسی:CEA) (Carcinoembryonic antigen) پروتئینی می‌باشد که به‌طور طبیعی در بافت گوارشی جنین ساخته می‌شود. در زمان تولد سطح سرمی آن غیرقابل اندازه‌گیری است.
آنتی‌ژن کارسینوامبریونیک معمولاً در طول دوره جنینی ساخته می‌شود. تولید آنتی‌ژن کارسینوامبریونیک قبل از تولد متوقف می‌شود و معمولاً در خون افراد بالغ سالم وجود ندارد.
در ابتدای دهه ۱۹۶۰ مشخص گردید که CEA در خون بالغین مبتلا به تومورمارکرهای کولورکتال وجود دارد و در ابتدا تصور بر این بود که اختصاصاً در سرطان کولورکتال وجود داشته باشد. سپس کشف شد که این تومورمارکر در مبتلایان به انواع کارسینوماها (مانند کبدی – صفراوی، سینه و لوزالمعده)، سارکوماها و حتی بسیاری از بیماری‌های خوش‌خیم (مانند سیروز، کولیت اولسراتیو و دیورتیکولیت) وجود دارد. این تومورمارکر برای تعیین شدت بیماری و پیش آگهی در مبتلایان به سرطان (به خصوص سینه یا GI) استفاده می‌شود، همچنین در کنترل بیماری و درمان آن هم کاربرد دارد. افرادی که سابقهٔ طولانی سیگار کشیدن دارند نیز سطح CEA بالایی دارند.
آزمایش آنتی‌ژن کارسینوامبریونیک میزان این پروتئین را که ممکن است در خون افرادی که مبتلا به سرطان خصوصاً سرطان روده بزرگ هستند را اندازه‌گیری می‌کند.
همچنین ممکن است در خون افرادی که سرطان پانکراس، سینه، تخمدان و ریه دارند نیز افزایش یابد.

## میزان طبیعی
مقدار طبیعی (نرمال) CEA در افراد بین صفرتا ۲٫۵ میکروگرم در لیتر (mcg/l) است و در سیگاری‌ها مقدار طبیعی بین صفر تا ۵ متغیر است. مقدار بالای CEA در خون شخصی که اخیراً به خاطر سرطان درمان شده‌است نشانه بازگشت سرطان است.

### علل افزایش
- سرطان کولون، ریه، پانکراس، سینه یا تخمدان
- عدم پاسخ سرطان به درمان
- عود سرطان بعد از درمان. افزایش میزان CEA اولین نشانه عود مجدد بیماری بعد از درمان است.
- همچنین افرادی که سرطان پیشرفته دارند یا این که سرطان در بدنشان گسترش پیدا کرده (متاستاز) ممکن است میزان CEA (در صورتی که سرطان اولیه این پروتئین را تولید کند) افزایش یابد.

سایر شرایطی که ممکن است در آن‌ها میزان CEA بالا رود عبارتند از:
- سیروز، هپاتیت، بیماری پپتیک اولسر، التهاب روده، دیورتیکولیت، التهاب کیسه صفرا، بیماری انسداد ریوی و انسداد مجاری صفراوی.

#### عوامل مداخله‌گر
1. سطح CEA در افراد سیگاری در مقایسه با افراد غیر سیگاری بیشتر است.
2. برخی افراد دارای آنتی بادی علیه پروتئین موش (HAMA) می‌باشند که می‌تواند منجر به تداخل در اندازه‌گیری CEA (مثبت کاذب) در روشهای ایمونو اسی گردد.[۶]

## آزمایش
آزمایش آنتی‌ژن کارسینوامبریونیک به دلایل زیر انجام می‌شود:
- بررسی گستردگی بعضی از سرطان‌ها مثل
- سرطان کولون.
- بررسی روند درمانی سرطان کولون.
- میزان CEA ممکن است قبل و بعد از عمل جراحی برای ارزیابی موفقیت عمل جراحی و شانس بازیابی فرد انجام می‌شود.
- میزان CEA ممکن است در طول درمان با داروهای شیمی درمانی نیز اندازه‌گیری شود.
- و اطلاعاتی در مورد روند درمان می‌دهد.
- برای بررسی عود بیماری بعد از درمان.